# Kommunalwahlen in Hessen 1972
Die Kommunalwahlen in Hessen 1972 fanden am 22. Oktober statt und führten zu einer deutlichen Stärkung der CDU Hessen und Gewinnen der SPD Hessen zu Lasten der Wählergruppen. Die NPD Hessen sank wieder zur Splitterpartei herab. Die erstmals bei Kommunalwahlen antretende DKP konnte nur in wenigen Parteihochburgen Mandate erreichen.

## Hintergrund
Bei der vorherigen Kommunalwahl hatte die NPD in der Kreistagen aus dem Stand 5,2 % der Stimmen erhalten. Bestimmende Kraft in vielen Kommunen waren die freien Wählergruppen geblieben. Mit klarem Abstand stärkste Kraft war in Hessen die SPD, die bei den letzten Wahlen in den Kreistagen 50,2 % der Stimmen erhalten hatte. Bestimmenden kommunalpolitisches Thema war die Gebietsreform in Hessen. 
Die Kommunalwahl stand im Schatten der Bundestagswahl 1972, die am 19. November 1972, also knapp einen Monat später stattfand. Diese führte zu einer starken Polarisierung auf die beiden großen Volksparteien, von denen SPD und CDU profitierten.
Die GDP-BHE trat nur noch in einzelnen Orten an, die DFU nahm nicht mehr an der Wahl teil, nachdem die DKP als Partei zugelassen worden war.

## Wahlergebnisse

### Gemeindeebene
Die 3.801.962 Wahlberechtigten zeigten mit 81,4 % Wahlbeteiligung ein höheres Interesse an der Wahl als bei der letzten Kommunalwahl. 3.096.327 Wähler gingen zur Wahl. Abzüglich der 52.205 ungültigen Stimmen wurden 3.044.122 gültige Stimmen abgegeben.
| Partei  | Stimmen   | Ergebnis (%) | Veränderung |
| ------- | --------- | ------------ | ----------- |
| SPD     | 1.505.371 | 49,5         | + 6,1       |
| CDU     | 1.014.743 | 33,3         | + 10,7      |
| FDP     | 146.210   | 4,8          | - 1,1       |
| DKP     | 19.893    | 0,7          | + 0,7       |
| NPD     | 7.596     | 0,2          | - 2,0       |
| GDP-BHE | 868       | 0,0          | - 1,5       |
| DFU     | ./.       | ./.          | - 0,1       |
| DU      | 473       | 0,0          | ./.         |
| FWG     | 348.968   | 11,5         | - 12,7      |

### Kreisebene
Auch bei der Wahl zu den Kreistagen zeigte sich das gleiche Bild, wobei die Rolle der Freien Wählergemeinschaften hier deutlich geringer war.
Von den 2.658.456 Wahlberechtigten gingen 84,0 % oder 2.232.343 Wähler zur Wahl. Abzüglich der 30.931 ungültigen Stimmen wurden 2.191.412 gültige Stimmen abgegeben.
| Partei  | Stimmen   | Ergebnis (%) | Veränderung |
| ------- | --------- | ------------ | ----------- |
| SPD     | 1.128.904 | 51,5         | + 1,2 %     |
| CDU     | 831.821   | 38,0         | + 8,7 %     |
| FDP     | 130.418   | 6,0          | - 3,9 %     |
| DKP     | 16.716    | 0,8          | + 0,8 %     |
| NPD     | 11.256    | 0,5          | + 4,7 %     |
| GDP-BHE | ./.       | ./.          | - 3,1 %     |
| DFU     | ./.       | ./.          | - 0,2 %     |
| FWG     | 72.297    | 3,3          | + 1,3 %     |

Für die Ergebnisse in ausgewählten hessischen Städten siehe:
- Darmstadt
- Frankfurt am Main
- Fulda
- Kassel
- Offenbach am Main
- Wiesbaden